# El tiempo de Manuel
El tiempo de Manuel es el sexto álbum de la banda granadina de flamenco-rock El puchero del hortelano.
Salió al mercado a finales de 2010, editado por la discográfica Aficiones Records. Fue muy aplaudido por parte de la crítica especializada llegando a ser designado como mejor disco del año 2010 por la publicación Mondosonoro.

## Lista de canciones
1. La Guía (4:37)
2. No Me Gusta (3:17)
3. El Gorrión (3:35)
4. Las Pelusas (3:07)
5. Tiempo (5:12)
6. Ese Rato Tan Divino (3:33)
7. Manuel (4:46)
8. Mi Amigo El Demonio (3:29)
9. Ave Fénix (4:45)
10. Maldigo (3:11)
11. Cuando Se Cierra La Puerta (4:49)